# تنبؤات انهيار الاتحاد السوفيتي
تنبأ العديد من الأشخاص والمؤسسات بحل الاتحاد السوفيتي قبل تفككه بشكل تام في نهاية المطاف عام 1991.
غالبًا ما يُنسب فضل للكتُاب في توقعهم لتفكك الاتحاد السوفيتي بمن فيهم أندريه أمالريك في كتابه هل سينجو الاتحاد السوفيتي حتى عام 1984؟ (1970)، والأكاديمي الفرنسي إيمانويل تود في مؤلفه السقوط النهائي: مقال عن تحلل المجال السوفيتي (1976)، والاقتصادي رافي باترا في كتابه انهيار الرأسمالية والشيوعية (1978)، والمؤرخة الفرنسية هيلين كارير دي إنكوس. بالإضافة إلى ذلك، يلاحظ والتر لاكوير أن «المقالات المتنوعة التي ظهرت في المجلات المتخصصة مثل مشاكل الشيوعية والدراسة الاستقصائية تناولت الاضمحلال والانهيار المحتمل للنظام السوفيتي». تتجاوز نظرة بعض الأمريكيين، وخاصةً المحافظين منهم، إلى مبادرة الدفاع الاستراتيجي لرونالد ريغان على أنها تنبؤ لانهيار الاتحاد السوفيتي، بل يعتبرونها سببًا في ذلك أيضًا.
ما تزال صحة أي من التنبؤات السابقة، أو غيرها، موضع جدل، نظرًا إلى عدم تناول أي منها للأسباب مختلفة أو الأطر الزمنية المختلفة لانهيار الاتحاد السوفيتي.

## التصور التقليدي يستبعد الانهيار

### المحللين الأمريكيين
استبعدت تنبؤات العديد من الأكاديميين الغربيين المتخصصين المتعلقة بالانهيار الوشيك للاتحاد السوفيتي، وكان لها تأثير ضئيل على دراسة السياسات السوفيتية. على سبيل المثال، كان كتاب أمالريك «موضع ترحيب باعتباره أحد روائع الأدب في الغرب» ولكن «في الواقع لم يكن أحد يميل إلى اعتباره جزءًا من التنبؤ السياسي». بالغ النقاد والمراجعين على حد سواء في تقدير قوة الاتحاد السوفيتي حتى عام 1980 تقريبًا.
وصف ستيفن فراند كوهن، الأستاذ في جامعة برينستون، النظام السوفيتي في عام 1983 بأنه مستقر بشكل ملحوظ.
بالغت وكالة المخابرات المركزية في عدم تقديرها للاستقرار الداخلي في الاتحاد السوفيتي، ولم تتوقع سرعة انهياره، إذ كتب ستانسفيلد تورنر سابقًا في عام 1991 في جريدة الشؤون الخارجية الأمريكية: «لا ينبغي أن نتجاهل فداحة هذا الفشل في التنبؤ بحجم الأزمة السوفيتية.. بأي حال، لم أسمع أبدًا اقتراحًا من وكالة المخابرات المركزية، أو أجهزة مخابرات وزارتي الدفاع أو الخارجية، فيما يتعلق باعتراف العديد من السوفييت بوجود مشكلة اقتصادية منهجية متنامية».
رفض فريدريك سي بارغورن البروفيسور في جامعة ييل كتاب الفرنسي ميشيل غاردر صراع الموت للنظام في روسيا السوفيتية، والذي تنبأ أيضًا بانهيار الاتحاد السوفيتي، في إحدى ندوات مراجعته معتبرًا إياه «الكتاب الأحدث في سلسلة طويلة من التوقعات المروعة لانهيار الشيوعية»، وحذر من أن «الثورات الكبرى نادرة الحدوث وأن الأنظمة السياسية الناجحة عنيدة وقادرة على التكيف». بالإضافة إلى ذلك، رفض مايكل تاتو، مراجع الكتاب، «السمة الانهيارية» لمثل هذه التوقعات وكاد أن يعتذر عن مراجعة الكتاب.

## تنبؤات حل أو انهيار الاتحاد السوفيتي
خلال الحرب العالمية الثانية
قرر أدولف هتلر مهاجمة الاتحاد السوفيتي من ألمانيا النازية (عملية بارباروسيا). في يونيو 1941، حين غزا الفيرماخت الألماني وقوات المحور الأخرى الاتحاد السوفيتي، ودفعت الجيش الأحمر إلى التراجع.
أيّد المراقبون العسكريون في جميع أنحاء العالم رأي هتلر بعد مراقبتهم للوضع في الاتحاد السوفيتي، وتوقعوا انتصار ألمانيا وانهيار النظام السوفيتي، وتأسيس نظام نازي جديد في أوروبا، ولم يعتقد حينها بنجاة الاتحاد السوفيتي سوى عدد قليل جدًا من الخبراء الأمريكيين. بدأ الغزو الألماني في 22 يونيو 1941، وأشارت وزارة الحرب الأمريكية إلى فرانكلين دي روزفلت بأن الجيش الألماني سوف يغزو الاتحاد السوفيتي في غضون شهر إلى ثلاثة أشهر، لذا أصدرت هيئة الأركان الأمريكية في يوليو 1941 مذكرات إلى الصحافة الأمريكية بأن انهيار الاتحاد السوفيتي كان متوقعًا في غضون عدة أسابيع. كان لدى المحللين البريطانيين وجهات نظر مماثلة، معتقدين أن ألمانيا ستنتصر في غضون ثلاثة إلى ستة أسابيع دون خسائر فادحة. لم يكن للتنبؤات بهزيمة سوفيتية متوقعة تأثير يّذكر على الرئيس روزفلت، إذ فضل التعاون مع الحلفاء (الذين مثلتهم في ذلك الوقت الإمبراطورية البريطانية والاتحاد السوفيتي) في الوقت الذي لم تكن للولايات المتحدة أي علاقة مع الحرب، وقرر محاولة دعم الاتحاد السوفيتي، من خلال الاستمرار في توريد الذخائر لهم، والذي بدأ منذ مارس 1941، مستندًا إلى قانون الإعارة والاستئجار، وتوسيع العلاقات معهم في أكتوبر 1941، فضلًا عن الضغط على اليابان لمنعها من شن أي هجمة على الاتحاد السوفيتي في الوقت الذي كان فيه الاتحاد ضعيفًا عسكريًا. صمد الجيش الأحمر في ضواحي موسكو حتى ديسمبر 1941، فأصبحت التنبؤات التي أكدت انهيار الاتحاد السوفيتي سابقًا «غير مؤكدة».

### مستهل الحرب الباردة

#### ونستون تشرشل
لطالما ادّعى ونستون تشرشل اقتراب سقوط الاتحاد السوفيتي خلال مسيرته السياسية. ندد تشرشل بالبلشفية في يناير 1920 باعتبارها «نظام حكم تديره مجموعة من الرجال الذين دفعهم غرورهم للاعتقاد بأن لهم الحق في تسليم أمور الشعب لحكومة مكروهة في البلاد ... ولن تُقابل محاولة تطبيق تلك النظريات الجامحة إلا بالارتباك والفساد والفوضى والحرب الأهلية». قدم تشرشل أيضًا تنبؤًا مشابهًا عبر مقال صحفي نُشر في وقت لاحق من عام 1931، وتحدث عن الدول التابعة السوفيتية المنشأة مؤخرًا في أوروبا الشرقية في عام 1954، بعد الحرب العالمية الثانية، قائلًا: «لا يمكن إخماد الخصال السوفيتية للعنصر البشري والسمات القومية الحية في تلك الدول بسرعة حتى من خلال الحراكات واسعة النطاق لشعوبها والتعليم الجماعي للأطفال». وكتب تشرشل في خاتمة الطبعة الأولى من مذكراته عن الحرب العالمية الثانية، والتي نُشرت عام 1957: «تمتلك القوى الطبيعية حريةً أكبر، وفرصةً أقوى لدعم أفكار الأفراد وقوتهم وتنويعها، رجالًا كانوا أم نساء. وإنهم اليوم، ضمن البنية الهائلة لإمبراطورية عظيمة، أكبر بكثير وأكثر مرونةً، مما كان يمكن لماركس أن يتصوره في زريبته ... سينمو المجتمع البشري في أشكال عديدة لا تفهمها آلة الحزب».